# Трактор (хоккейный клуб)
«Тра́ктор» — российский профессиональный хоккейный клуб из Челябинска, выступающий в Континентальной хоккейной лиге.
Основан в 1947 году. С 2008 года выступает в КХЛ. Обладатель Кубка Континента 2011/12, финалист Кубка Гагарина 2013 и 2025.

## История
Команда основана 27 декабря 1947 года по инициативе И. М. Зальцмана директора Челябинского Кировского завода. Представляла СК Челябинского тракторного завода. В чемпионатах страны выступала под названиями «Дзержинец» (1948—1953), «Авангард» (1953—1958) и «Трактор» (с сезона — 1958/1959).

### Участие вчемпионатах СССР
27 декабря 1947 года — в добровольном спортивном обществе «Дзержинец» по инициативе директора Челябинского тракторного завода Исаака Зальцмана создаётся первая в Челябинске и на Южном Урале секция по хоккею с шайбой. Первым тренером (играющим) «Дзержинца», получившего название аналогичное спортивному обществу, и его капитаном становится Виктор Васильев.
В первенстве страны челябинцы дебютировали 1 января 1948 г. «Дзержинец» играет первый в истории официальный матч. Команда принимает горьковское «Торпедо» в Челябинске. Первый состав «Дзержинца» — Вратари: Борис Ребянский, Михаил Пешков. Защитники: Александр Ященко, Виктор Васильев (капитан, играющий тренер), Сергей Захватов, Евгений Рогов, Михаил Петров, Николай Ященков. Нападающие: Владимир Штырков, Александр Пономарёв, Пётр Черненко, Виктор Шувалов, Николай Эпштейн, Зиновий Певзнер.
12 декабря 1948 года — день дебюта челябинского «Дзержинца» в высшей лиге. Первый соперник — чемпион страны ЦДКА. Автор первой шайбы челябинцев в высшей лиге — Георгий Женишек. Лучший бомбардир в первом сезоне — Виктор Шувалов, впоследствии выступавший в сборной СССР в одной тройке с Всеволодом Бобровым и Евгением Бабичем.
25 января 1948 года «Дзержинец» со счётом 18:2 обыграл в Вологде местный «Локомотив». Эта победа до сих пор остаётся самой крупной в истории челябинского клуба.
Сергей Иванович Захватов стал первым из челябинцев заслуженным тренером СССР в 50-х годах XX века (в советском хоккее под номером четыре).
24 февраля 1954 года «Авангард», получивший новое название в начале сезона 1953/1954, играет первый в своей истории международный матч. На домашнем льду команда Василия Карелина обыгрывает сборную ГДР (6:2). В сезоне 1954/1955 «Авангард» занял четвёртое место уступив только московским командам ЦСК МО, «Крылья Советов» и «Динамо». В сезоне 1961/1962 «Трактор» впервые победил ЦСКА. В составе «Авангарда» (впоследствии «Трактора») в период с 1957—1964 годы играли лучший вратарь команды тех лет — Юрий Никонов, Валерий Киселёв, защитники, среди которых — Борис Ржанников, Станислав Малков, Виктор Перегудов, Эдуард Поляков, Владимир Толстик, Геннадий Цыгуров, нападающие, среди которых — Анатолий Ольков, Геннадий Казаков, Виктор Кунгурцев, Герман Бурачков, Владимир Каравдин, Владислав Смирнов, Владимир Загородных, Владимир Курбатов, Владимир Пыжьянов, Геннадий Иванов (Савушкин), Анатолий Юшков, Юрий Садиков, Виктор Соколов, Николай Бец, Рудольф Документов и др.
7 февраля 1962 года «Трактор» обыграл в Челябинске ЦСКА (5:4). В этот день впервые в истории телевидение транслировало игру из Челябинска.
С 1965 по 1968 годы «Трактор» играл во второй группе. 4 ноября 1967 года в Челябинске открывается Дворец спорта «Юность», который становится для «Трактора» домом на сорок лет (вплоть до января 2009 года). Весной 1968 года «Трактор» выигрывает чемпионат во второй группе и возвращается в элиту. Вернули команду в первую группу тренеры Виктор Иванович Столяров и Виктор Евгеньевич Соколов. В сезоне 1968/1969 Юрий Могильников забивает 44 гола и устанавливает новый клубный снайперский рекорд, который не побит до сих пор.
Наивысшего успеха в Кубке СССР «Трактор» добился проиграв в финале 6 сентября 1973 года, «Трактор» впервые в своей истории играл в финале Кубка СССР. В финале с ЦСКА в Москве «Трактор» вёл 2:1 после двух периодов за счёт голов Николая Макарова и Валерия Пономарёва, но пропустил пять шайб в третьем и проиграл 2:6, ведя 2:0.
Затем четыре сезона челябинцев тренировал заслуженный тренер СССР Кострюков, Анатолий Михайлович, приведший в сезоне 1976/1977 «Трактор» к бронзовым наградам (впервые за всю историю существования челябинского клуба в СССР). Состав: вратари Леонид Герасимов, Сергей Мыльников; защитники Борис Белов, Николай Макаров, Валерий Пономарёв, Сергей Стариков, Владимир Суханов, Сергей Тыжных, Геннадий Цыгуров, Владимир Шабунин; нападающие Валерий Белоусов, Николай Бец, Владимир Бородулин, Юрий Валецкий, Анатолий Егоркин, Валерий Евстифеев, Анатолий Картаев, Анатолий Махинько, Сергей Макаров, Борис Молчанов, Михаил Природин, Николай Шорин, Юрий Шумаков.
В сентябре 1976 года нападающий «Трактора» Валерий Белоусов играл за сборную СССР в первом в истории Кубке Канады. Партнёры Белоусова по команде, возглавляемой Виктором Тихоновым — Владислав Третьяк, Зинэтула Билялетдинов, Валерий Васильев, Сергей Бабинов, Владимир Крикунов, Александр Мальцев, Хелмут Балдерис, Борис Александров.
В сезоне 1976/1977 впервые в своей истории «Трактор» выиграл медали чемпионата СССР (бронзу). Команда Анатолия Кострюкова победила в 20 матчах из 36, набрав 45 очков.
В 1978 году Сергей Макаров выиграл со сборной СССР чемпионат мира и стал первым чемпионом в истории «Трактора».
В сезоне 1979/1980 защитник «Трактора» Николай Макаров забросил 21 шайбу и стал лучшим снайпером чемпионата среди игроков обороны. Только в «нулевые» его рекорд будет побит Олегом Пигановичем, отличившимся 22 раза в сезоне 2007/2008.
В феврале 1988 года Сергей Мыльников стал единственным олимпийским чемпионом как действующий игрок «Трактора».
В 1989 году впервые в истории клуба игроки «Трактора» были выбраны на драфте НХЛ. Сергей Мыльников — в седьмом раунде под общим номером 127 клубом «Квебек Нордикс», Сергей Гомоляко — в девятом раунде под общим номером 189 «Калгари Флэймз».

### МХЛ,Суперлигаи Высшая лига
В мае 1993 года, сразу пять игроков «Трактора» Андрей Зуев, Андрей Сапожников, Валерий Карпов, Константин Астраханцев, Игорь Варицкий выигрывают чемпионат мира в Германии.
В сезонах 1992/1993 и 1993/1994 «Трактор» дважды становился бронзовым призёром Межнациональной хоккейной лиги (так в те годы именовался чемпионат России). Состав: вратарь Андрей Зуев, защитники Вадим Гловацкий, Олег Давыдов, Валерий Никулин, Андрей Сапожников, Сергей Тертышный, Алексей Чикалин, Александр Шварёв, нападающие Константин Астраханцев, Игорь Варицкий, Сергей Гомоляко, Равиль Гусманов, Сергей Иванов, Валерий Карпов, Андрей Кудинов, Павел Лазарев, Олег Мальцев, Максим Смельницкий, Игорь Федулов, Сергей Хрущёв, Олег Черкасов, Евгений Бобыкин, Дмитрий Демидов, Евгений Зиновьев, Евгений Момот, Матвей Белоусов, Станислав Туголуков. К этим высоким достижениям привёл команду тренер Валерий Белоусов.
После расформирования МХЛ в 1996 году создаётся Суперлига, в которой ХК «Трактор» участвовал до 1999 года, когда «вылетел» в Высшую лигу. Высшим достижением было 11-е место в сезоне 1996/1997.
Долгих семь лет клуб не мог вернуться в суперлигу и только в сезоне — 2005/2006 «Трактор», под руководством Г. Цыгурова, становится чемпионом России в высшей лиге и получает право участвовать в суперлиге.
Сезон 2006/2007 команда проводит упорно и занимает 17-е место, однако «прописку» в суперлиге сохраняет.
В межсезонье «Трактор» покидает главный тренер Г. Цыгуров, а ему на смену приходит воспитанник команды, бывший игрок НХЛ и ряда российских клубов А. Назаров. Старт сезона 2007/2008 для «Трактора» начинается с поражения от питерского СКА. Но два дня спустя, что именно такой хоккей нужен команде и городу в целом.
20 сентября «Трактор» уже на выезде в Балашихе берёт свои очки, побеждая ХК МВД. Затем — поражение в Москве от «Динамо», дома — проигрыш московскому «Спартаку» и омскому «Авангарду». В январе 2008 года хоккеисты «Трактора» и «Ак Барса» установили мировой рекорд по количеству штрафного времени, набранного командами в одном матче — 378 минут. На следующий день после интервью капитана команды Андрея Николишина он был признан зачинщиком драки и получил 5+20 минут штрафного времени. Таким образом, рекорд составил 403 минуты. По итогам регулярного чемпионата, ХК «Трактор» занял 14-е место и гарантировал себе участие в плей-офф. На первой стадии плей-офф «Трактору» достался московский ЦСКА. Проиграв три матча со счётом: 6:0, 6:1, 3:2, «Трактор» уступил в серии со счётом 3:0.

### КХЛ

#### Первые сезоны
Перед стартом первого сезона Континентальной хоккейной лиги команда пополнилась несколькими новыми игроками, такими как: Олег Кваша, Пьер Дажене, Мартен Гренье, Ян Платил, Андре Лакос. По ходу сезона в Трактор вернулся Равиль Гусманов. Первую половину чемпионата команда уверенно шла в первой десятке, даже успев полидировать в своём дивизионе на старте сезона. Однако ближе к новому году «Трактор» не смог сохранить набранного темпа и постепенно все ниже опускался в турнирной таблице.
10 января 2009 года нападающий Андрей Николишин становится первым в истории представителем «Трактора» на «Матче всех звёзд». Первый «Матч всех звёзд» КХЛ проходит в Москве на катке, построенном на Красной площади и вмещающем 4 000 зрителей. Николишин играет за команду Алексея Яшина, в которой собраны лучшие российские игроки лиги.
17 января 2009 года была торжественно открыта новая домашняя арена ХК «Трактор». В матче открытия «белые медведи» обыграли своих соседей из Магнитогорска со счётом 3:2.
В концовке же чемпионата из десяти последних игр «Трактор» проиграл в восьми, заняв в итоге 12-е место в чемпионате. В первом раунде плей-офф «Трактору» достался мытищинский «Атлант». Проиграв три матча подряд с общим счётом 13:2, «Трактор» закончил выступление в розыгрыше кубка Гагарина. По итогам сезона, лучшим игроком команды болельщики признали Олега Квашу. В целом выступление команды в сезоне 2008/2009 руководством было признано удовлетворительным.
В связи с сокращением бюджета команды на 30 % тренеры команды не смогли приобрести тех игроков, которых хотели, и удержать своих лидеров — Олега Квашу, Евгения Дадонова, Алексея Заварухина. Несмотря на это, команда хорошо стартовала, в первых восьми матчах хоккеисты одержали шесть побед (включая победу над СКА) при двух поражениях. Однако потом последовала череда поражений (4 победы, 17 поражений), в которую уложилась серия из четырёх поражений с разницей шайб 2—24. В дальнейшем команда чередовала победы с поражениями. Концовка регулярного чемпионата также не получилась, были проиграны последние пять матчей. Но «Трактор» смог завоевать место в плей-офф. Из-за нестабильного выступления, почти весь сезон прошёл под знаком конфликта болельщиков и руководства «Трактора».
В 1/8 финала кубка Гагарина хоккеисты «Трактора» встретились со своими принципиальными соперниками из магнитогорского «Металлурга». Хотя команда и проиграла в серии со счётом 3—1, но смогла навязать борьбу сопернику. По итогам чемпионата команда заняла 15-е место.

#### Бронза и серебро под руководством Белоусова
Перед новым сезоном в команду приходит новый главный тренер А. Сидоренко, который до этого возглавлял пензенский «Дизель», однако провалив старт чемпионата он был уволен и на его место был утверждён Валерий Белоусов, который вернулся в «Трактор» спустя 15 лет. В сезоне 2010/11 «Трактор» финишировал на 9-м месте в Восточной конференции, не попав тем самым в плей-офф. По итогам чемпионата команда заняла 18-е место.
В межсезонье команда провела активную трансферную политику, в результате в команду пришли такие игроки как Ян Булис, Владимир Антипов, Петри Контиола, Станислав Чистов, Константин Панов, Майкл Гарнетт. В первых шести матчах «Трактор» одержал лишь одну победу в основное время, две по буллитам и потерпел три поражения. Однако в последовавшей серии из семи подряд побед в основное время обыграны такие команды как «Ак Барс», «Металлург» Магнитогорск, «Авангард» и «Динамо» Москва. В ноябре последовала шестиматчевая победная серия, в январе Трактор одерживает победу ещё в пяти матчах подряд. В ходе регулярного чемпионата «Трактор» одержал 32 победы в основное время, 2 в овертайме и 5 в серии буллитов и набрав 114 очков завоевал Кубок Континента, заняв первое место по итогам регулярного первенства. В первом раунде плей-офф «Трактор» встретился с «Югрой» из Ханты-Мансийска, которая была обыграна в пяти матчах. В третьем матче серии хоккеистам «Трактора» удалось отыграться со счёта 2:6 и выиграть игру 7:6. Во втором раунде челябинские хоккеисты встретились с двукратным обладателем Кубка Гагарина, «Ак Барсом» и обыграли его в шести матчах. Запоминающимся стал пятый матч который закончился только в третьем овертайме и лишь 17 секунд не хватило чтоб побить рекорд КХЛ по продолжительности матча. В финале Восточной конференции «трактористы» уступили омскому «Авангарду» (счёт в серии 1—4) и по итогам чемпионата завоевали бронзовые медали, впервые с 1994 года.
Лидерами команды стали Евгений Кузнецов, Константин Панов, Петри Контиола, Александр Рязанцев. Надёжную игру в воротах показывал Майкл Гарнетт, пропуская в среднем 1,97 при 92,2 % отражённых бросков.
3 января 2013 года Челябинск принимает пятый в истории Матч всех звёзд КХЛ.
Главной задачей клуба в межсезонье было переподписание своей молодой звезды Евгения Кузнецова. В итоге игрок продлил отношения с командой ещё на два года. Старт сезона команда провела уверенно. В первых десяти матчах «Трактор» одержал восемь побед при двух поражениях. После чего команда чередовала победы с поражениями. В итоге регулярный чемпионат ХК «Трактор» закончил на третьем месте в Восточной конференции. В плей-офф «Трактор» завоевал Кубок Восточной конференции и впервые вышел в финал Кубка Гагарина. На пути к первому финалу в истории челябинского клуба были обыграны: астанинский «Барыс» (счёт в серии 4—3), омский «Авангард» (счёт в серии 4—1) и казанский «Ак Барс» (счёт в серии 4—3). В финале Кубка Гагарина «трактористы» играли против московского «Динамо», которым уступили в упорнейшей серии со счётом 2—4, завоевав тем самым впервые в своей истории серебряные медали и почётное второе место чемпионата Континентальной Хоккейной Лиги.
Залогом успеха команды в сериях плей-офф стала надёжная игра вратаря Майкла Гарнетта, который провёл 5 «сухих матчей», пропуская в среднем 1,86 при 93,3 % отражённых бросков, а также успешные действия нападающих — Петри Контиолы, Яна Булиса, Станислава Чистова, Евгения Кузнецова, Максима Якуцени, Владимира Антипова, Андрея Костицына, Максима Карпова, Антона Глинкина, Егора Дугина, и главного открытия КХЛ сезона 2012/2013 в составе «Трактора» Валерия Ничушкина.
Общепризнанно, что этот сезон был лучшим за всю 65-летнюю историю челябинского клуба.

#### Из лидеров в середняки
Летом команду покинули сразу 13 хоккеистов, особенно масштабной перестройка стала в оборонительных рядах. Команду покинули шесть защитников — Александр Шинин, Вячеслав Белов, Геннадий Разин, Дерон Куинт, Никита Нестеров и Дмитрий Костромитин. На их места взяли опытных — Рената Мамашева, Максима Кондратьева, Александра Гуськова, Алексея Бондарева, а также молодого защитника Михаила Флягина. Из игроков нападения из клуба ушли — Владимир Антипов, Максим Якуценя, Николай Лемтюгов, Максим Карпов и Валерий Ничушкин. Им на смену пришли лучшие бомбардиры карагандинской «Сарыарки» из ВХЛ — Семён Кокуёв и Дмитрий Цыбин, а также Лаурис Дарзиньш и Денис Абдуллин, перешедшие из казанского «Ак Барса». Также клуб пополнил Антон Курьянов, перешедший из омского «Авангарда». По ходу сезона в главную команду был переведён защитник Артём Бородкин из челябинского «Челмета». В итоге, «Трактор» финишировал на 9-м месте в Восточной конференции, не попав тем самым в плей-офф. По итогам чемпионата команда заняла 19-е место.
В межсезонье команду покинули Евгений Кузнецов, Петри Контиола, а также главный тренер Валерий Белоусов. 19 мая 2014 года новым наставником клуба стал финн Карри Киви, который стал первым иностранным главным тренером в истории «Трактора». Из-за неудачного старта команды в чемпионате, Карри Киви был освобождён от занимаемой должности уже 22 октября 2014, а на его место был назначен бывший игрок «Трактора», Андрей Николишин, для которого это стало дебютом в качестве главного тренера. По итогам регулярного чемпионата «Трактор» занял 7-е место в Восточной конференции. В первом раунде плей-офф в соперники «челябинцам» досталась «Сибирь» из Новосибирска, которая оказалась сильнее в шести матчах.
Перед сезоном 2015/16 команду покинул голкипер Майкл Гарнетт, а на его место пришёл Павел Францоуз. Также была полностью изменена линия защиты. Евгений Катичев, Виталий Атюшов, Алексей Васильченко, Максим Кондратьев и Олег Пиганович ушли из «Трактора». Их заменили Филип Новак, вернулся Александр Шинин, Владимир Денисов, по ходу сезона пришёл Андрей Первышин. Среди нападающих в другие клубы ушли Ян Булис, Константин Панов. Сезон для челябинцев стартовал плохо, вследствие чего 23 ноября был уволен Андрей Николишин. На его место пришёл бывший главный тренер «Белых медведей» Анвар Гатиятулин. Команда заняла 10-е место в Восточной конференции и не вышла в плей-офф.

#### Финал конференции
Регулярный чемпионат сезона 2016/17 «Трактор» под руководством Гатиятулина завершил на 4-м месте в Восточной конференции и в первом раунде плей-офф встретился с «Барысом», которому уступил в серии в шести матчах. Следующий сезон для «Трактора» стал самым успешным с 2013 года. Команда набрала 96 очков и заняла 3-е место в конференции. В первом раунде плей-офф в пяти матчах был обыгран нижнекамский «Нефтехимик». Во втором раунде 27 марта 2018 года «Трактор» в семиматчевой серии обыграл «Салават Юлаев», обеспечив себе бронзовые медали чемпионата КХЛ.
Виталий Кравцов установил новый рекорд результативности КХЛ для 18-летних хоккеистов в плей-офф — 11 (6+5) очков, превзойдя достижения Евгения Кузнецова (2012) — 9 (7+2) и Валерия Ничушкина (2013) — 9 (6+3) баллов. В финале восточной конференции челябинцы в четырёх матчах уступили казанскому «Ак Барсу». По итогам чемпионата нападающий клуба Виталий Кравцов был признан лучшим новичком сезона.
В межсезонье команду покинул главный тренер Анвар Гатиятулин, а также основной вратарь Павел Францоуз, который перебрался «за океан». На место Гатиятулина был назначен Герман Титов, однако 12 октября 2018 года по семейным обстоятельствам он покинул свой пост. Команду в качестве исполняющего обязанности возглавил Алексей Тертышный. По итогам регулярного чемпионата «Трактор» занял 8-е место в конференции и в первом раунде «всухую» уступил «Автомобилисту» из Екатеринбурга.
Перед сезоном 2019/20 «Трактор» претерпел масштабные изменения. Со сменой власти в Челябинской области, в команде полностью поменялось руководство. Генеральным директором клуба стал бизнесмен Борис Видгоф, а на пост главного тренера был назначен Петерис Скудра. Также кардинально был обновлён и состав «Трактора». В межсезонье команду покинули 14 игроков, вместо которых были подписаны как новые хоккеисты так и воспитанники клуба, среди которых Томаш Гика, Лукаш Седлак, Дмитрий Калинин и другие. После двух месяцев регулярного чемпионата «Трактор» в 27 матчах набрал 22 очка и расположился на дне турнирной таблице, в результате чего 1 ноября с поста главного тренера был уволен Петерис Скудра, на чьё место пришёл Владимир Юрзинов-младший. По итогам регулярного чемпионата команда с 56 очками заняла последнее место в дивизионе, предпоследнее в конференции и не вышла в плей-офф.

### Вклад в сборную
Трое хоккеистов челябинского «Трактора» на рубеже 70—80-х гг. стали чемпионами мира, непосредственно привлекаясь в сборную СССР из челябинского «Трактора»: нападающий Сергей Макаров (ЧМ-78), защитники Сергей Стариков (ЧМ-79) и Николай Макаров (ЧМ-81). Сергей Стариков и Сергей Макаров завоевали более десятка золотых наград каждый в составе сборной СССР на чемпионатах мира, Европы и Олимпийских играх.
Вратарь «Трактора» Сергей Мыльников назывался лучшим вратарём страны, а в 1988 году в Калгари стал олимпийским чемпионом, в 1986, 1989, 1990 — чемпионом мира. Был финалистом Кубка Канады 87. Всего за сборную страны он провёл 62 игры, пропустил 107 шайб.
В конце 80-х годов в команде появилась группа талантливых хоккеистов 1969—1972 годов рождения: нападающие Сергей Гомоляко, Игорь Варицкий, Равиль Гусманов, Валерий Карпов, Андрей Кудинов, защитники Вадим Гловацкий, Олег Давыдов, Валерий Никулин, Андрей Сапожников, Сергей Тертышный.
Чемпионами мира в 1993 году стали сразу пять хоккеистов челябинского «Трактора»: вратарь Андрей Зуев, защитник Андрей Сапожников, нападающие Константин Астраханцев, Игорь Варицкий, Валерий Карпов. Андрей Зуев четыре сезона защищал ворота сборной России (17 игр).
На Олимпиаде 1994 в Лиллехаммере (Норвегия) сразу 6 хоккеистов «Трактора» были привлечены в состав сборной России: вратарь А. Зуев, защитники О. Давыдов и С. Тертышный, нападающие И. Варицкий, В. Карпов и Р. Гусманов. Однако Россия была лишь четвёртой.
Чемпионом мира 2012 года в составе сборной России стал Евгений Кузнецов, который был вызван в сборную непосредственно из «Трактора».
Всего за первую сборную страны непосредственно из «Трактора» призывались: вратари С. Мыльников и А. Зуев, защитники О. Давыдов, Н. Макаров, В. Никулин, А. Сапожников, С. Стариков и С. Тертышный; нападающие К. Астраханцев, В. Белоусов, И. Варицкий, С. Гомоляко, Р. Гусманов, Е. Дадонов, В. Карпов, П. Лазарев, С. Макаров, О. Мальцев, А. Ольков, И. Федулов, А. Чистяков и Е. Кузнецов. Кроме того, за первую сборную страны играли выступавшие в других клубах воспитанники «Трактора»: Виктор Шувалов, Владимир Киселёв, Владимир Меринов, Сергей Бабинов, Пётр Природин, Сергей Стариков, Александр Тыжных, Вячеслав Быков, Евгений Давыдов, Денис Цыгуров, Валерий Иванников, Владимир Алексушин, Сергей Гончар, Валерий Карпов, Равиль Гусманов, Дмитрий Калинин и Александр Сёмин.
Чемпионами мира среди молодёжи становились:
Сергей Бабинов (дважды 1974, 1975), Валерий Евстифеев, Евгений Новиченко, Геннадий Иконников (все — 1976), Александр Тыжных, Сергей Мыльников, Сергей Стариков, Сергей Макаров, В. Евстифеев (все — 1977), А. Тыжных, С. Мыльников, С. Стариков, Сергей Парамонов, С. Макаров, Павел Езовских (все — 1978), Андрей Сидоренко (1979), Евгений Давыдов (1986), Сергей Гомоляко (1989), Артём Копоть и Равиль Гусманов (1992), Константин Гусев (1999), Станислав Чистов и Кирилл Кольцов (оба — 2002), Евгений Кузнецов, Антон Бурдасов, Артемий Панарин (все трое — 2011).

## Статистика выступлений
| Сезон КХЛ | Конференция | Дивизион  | Регулярный чемпионат | Регулярный чемпионат | Регулярный чемпионат | Регулярный чемпионат | Регулярный чемпионат | Регулярный чемпионат | Регулярный чемпионат | Регулярный чемпионат | Регулярный чемпионат | Регулярный чемпионат | Регулярный чемпионат | Плей-офф |
| Сезон КХЛ | Конференция | Дивизион  | Место                | И                    | В                    | ВО                   | ВБ                   | ПБ                   | ПО                   | П                    | Очки                 | ШЗ                   | ШП                   | Плей-офф |
| --------- | ----------- | --------- | -------------------- | -------------------- | -------------------- | -------------------- | -------------------- | -------------------- | -------------------- | -------------------- | -------------------- | -------------------- | -------------------- | --- |
| 2018/19   | Восточная   | Харламова | 5                    | 62                   | 18                   | 8                    | 1                    | 1                    | 3                    | 31                   | 58                   | 102                  | 151                  | Поражение в 1/4 финала конференции 0-4 («Автомобилист») |
| 2019/20   | Восточная   | Харламова | 6                    | 62                   | 20                   | 3                    | 2                    | 3                    | 3                    | 31                   | 56                   | 132                  | 161                  | Не участвовали |
| 2020/21   | Восточная   | Харламова | 3                    | 60                   | 27                   | 5                    | 2                    | 3                    | 3                    | 20                   | 74                   | 157                  | 143                  | Поражение в 1/4 финала конференции 1-4 («Салават Юлаев») |
| 2021/22   | Восточная   | Харламова | 2                    | 50                   | 23                   | 6                    | 6                    | 1                    | 2                    | 12                   | 73                   | 152                  | 119                  | Победа в 1/4 финала конференции 4-0 («Нефтехимик») Победа в 1/2 финала конференции 4-2 («Салават Юлаев») Поражение в финале конференции 1-4 («Металлург» Магнитогорск) |
| 2022/23   | Восточная   | Харламова | 5                    | 68                   | 23                   | 2                    | 6                    | 2                    | 8                    | 27                   | 72                   | 169                  | 190                  | Не участвовали |
| 2023/24   | Восточная   | Харламова | 5                    | 68                   | 27                   | 6                    | 4                    | 2                    | 4                    | 25                   | 72                   | 183                  | 167                  | Победа в 1/8 финала 4-2 («Салават Юлаев») Победа в 1/4 финала 4-0 («Динамо» Москва) Поражение в 1/2 финала 0-4 («Локомотив»)                                           |
| 2024/25   | Восточная   | Харламова | 1                    | 68                   | 38                   | 4                    | 3                    | 3                    | 3                    | 0                    | 96                   | 223                  | 159                  | Победа в 1/8 финала 4-2 («Адмирал») Победа в 1/4 финала 4-1 («Динамо» Минск) Победа в 1/2 финала 4-1 («Динамо» Москва) Поражение в финале («Локомотив»)                |

## Достижения
Кубок Гагарина
- Финалист Кубка Гагарина: 2013, 2025
- Финал Конференции (1/2 финала) (4): 2012, 2018, 2022, 2024

Континентальная хоккейная лига
- Кубок Континента: 2012
- Кубок Восточной конференции: 2013, 2025
- Серебряный призёр: 2012/13, 2024/25
- Бронзовый призёр: 2011/12, 2017/18, 2021/22, 2023/24

Чемпионат России (после создания КХЛ)
- Серебряный призёр: 2012/13[17]
- Бронзовый призёр (2): 2011/12[17], 2021/22[17]

Межнациональная хоккейная лига
- Бронзовый призёр чемпионата МХЛ (2): 1992/93[17], 1993/94[17]

Высшая лига чемпионата России
- Победитель Высшей лиги чемпионата России: 2005/06

СССР
- Финалист Кубка СССР: 1973
- Бронзовый призёр чемпионата СССР: 1976/77[17]

Международные турниры
- Финалист Кубка Шпенглера: 1973[18].

## Тренеры команды
В челябинском «Тракторе» выросли тренеры:
Валерий Белоусов — три раза приводил клубы (магнитогорский «Металлург» и омский «Авангард») к званию чемпионов России, дважды (магнитогорский «Металлург» к званию чемпионов Евролиги, челябинский «Трактор» к серебряным медалям в чемпионате КХЛ.
Вячеслав Быков — В 2007 году на домашнем чемпионате мира сборная России под его руководством завоевала бронзовые медали, а в 2008 году на чемпионате мира в Канаде впервые за 15 лет выиграла титул чемпионов мира, защитив его через год в Швейцарии. Возглавил клуб КХЛ «Салават Юлаев» (Уфа) и в сезоне 2009—2010 выиграл бронзовые медали чемпионата России, а уже в следующем сезоне 16 апреля 2011 года под его руководством клуб выиграл Кубок Гагарина. В первом же сезоне под руководством Быкова СКА впервые в истории выиграл Кубок Гагарина.
Олег Знарок — ХК «Динамо» (Москва) впервые стал обладателем Кубка Гагарина, а далее и двукратным обладателем кубка Гагарина, а ХК МВД России (Балашиха) привёл к серебряным медалям в чемпионате КХЛ.
Геннадий Цыгуров — приводил тольяттинскую «Ладу» к званию чемпиона России и Кубка Европы, молодёжную сборную России к званию чемпионов мира (1999), омский «Авангард» к серебряным медалям в чемпионате России.
Рафаиль Ишматов — приводил дважды молодёжную сборную России к званию чемпионов мира (2002, 2003), уфимский «Салават Юлаев» к бронзовым медалям чемпионата России.
Сергей Михалёв — приводил уфимский «Салават Юлаев» к золотым наградам чемпионата России (2008).
Сергей Николаев — создал хоккейные школы в Ярославле, Новокузнецке.
Владимир Каравдин — создал хоккейную школу в Уфе.
В создании хоккейных школ в Омске, Казахстане (Усть-Каменогорске, Темиртау, Караганде), Беларуси (Новополоцке) участвовали воспитанники «Трактора».

### Все главные тренеры
- Виктор Васильев (1948—1952)
- Виктор Карелин (1952—1954)
- Сергей Захватов (1954—1962)
- Николай Сидоренко (1962—1964)
- Александр Новокрещёнов (1964)
- Виктор Столяров (1964—1965, 1968—1973)
- Владислав Смирнов (1965)
- Альберт Данилов (1965—1966, 1973—1974)
- Анатолий Кострюков (1974—1978)
- Геннадий Цыгуров (1978—1984)
- Анатолий Шустов (1984—1987)
- Геннадий Цыгуров (1987—1990)
- Валерий Белоусов (1990—1995)
- Анатолий Картаев (1995/1996)
- Сергей Григоркин (1995—1999)
- Анатолий Тимофеев (2000/01)
- Сергей Парамонов (2001)
- Александр Глазков (2001/2002)
- Николай Макаров (2003/2004)
- Анатолий Тимофеев (2003 — 31 января 2005)
- Анатолий Богданов (31 января — 30 июня 2005)
- Геннадий Цыгуров (1 июля 2005 — март 2007)
- Андрей Назаров (5 апреля 2007 — 8 апреля 2010)
- Андрей Сидоренко (21 апреля 2010 — 8 октября 2010)
- Валерий Белоусов (8 октября 2010 — 30 апреля 2014)
- Карри Киви (19 мая 2014 — 22 октября 2014)
- Андрей Николишин (23 октября 2014 — 23 ноября 2015)
- Анвар Гатиятулин (2015—2018)
- Герман Титов (4 июня — 12 октября 2018)[21]
- Алексей Тертышный (и. о., 12 октября 2018 — 19 апреля 2019)
- Петерис Скудра (19 апреля — 1 ноября 2019)
- Владимир Юрзинов-мл. (1 ноября 2019 — 4 мая 2020)
- Анвар Гатиятулин (4 мая 2020 — 4 октября 2023[22])
- Алексей Заварухин (с 4 октября 2023 года — 6 мая 2024 года)
- Бенуа Гру (с 6 мая 2024 года)

## Текущий состав
| №          | Игрок                    | Страна                    | Хват    | Дата рождения              | Срок контракта | Рост (см) | Вес (кг) |
| Вратари    | Вратари                  | Вратари                   | Вратари | Вратари                    | Вратари        | Вратари   | Вратари  |
| ---------- | ------------------------ | ------------------------- | ------- | -------------------------- | -------------- | --------- | -------- |
| 20         | Сергей Мыльников         | Флаг России               | Левый   | 15 июля 1999 (26 лет)      | 2025           | 182       | 72       |
| —          | Крис Дригер              | Канада                    | Левый   | 18 мая 1994 (31 год)       | 2026           | 193       | 93       |
| Защитники  |                          |                           |         |                            |                |           |          |
| 2          | Григорий Дронов          | Флаг России               | Левый   | 10 января 1998 (27 лет)    | 2026           | 190       | 91       |
| 14         | Глеб Иванов              | Флаг России               | Левый   | 6 февраля 2003 (22 года)   | 2026           | 179       | 76       |
| 18         | Доминик Миканович        | Флаг Беларуси             | Левый   | 1 декабря 2005 (19 лет)    | 2025           | 189       | 92       |
| 26         | Логан Дэй                | Флаг США                  | Правый  | 19 сентября 1994 (30 лет)  | 2026           | 185       | 95       |
| 48         | Арсений Коромыслов       | Флаг России               | Левый   | 3 ноября 2003 (21 год)     | 2025           | 191       | 82       |
| 72         | Сергей Телегин           | Флаг России               | Левый   | 21 сентября 2000 (24 года) | 2025           | 181       | 78       |
| 91         | Андрей Прибыльский       | Россия                    | Правый  | 23 декабря 2000 (24 года)  | 2025           | 179       | 90       |
|            | Джордан Гросс            | Соединённые Штаты Америки | Правый  | 9 мая 1995 (30 лет)        | 2026           | 178       | 86       |
| Нападающие |                          |                           |         |                            |                |           |          |
| 7          | Матвей Гуськов           | Флаг России               | Левый   | 30 января 2001 (24 года)   | 2025           | 186       | 88       |
| 10         | Чарльз Робинсон          | Флаг США                  | Правый  | 30 сентября 1991 (33 года) | 2025           | 197       | 105      |
| 11         | Егор Попов               | Флаг России               | Правый  | 16 февраля 1997 (28 лет)   | 2025           | 185       | 82       |
| 12         | Александр Рыков          | Флаг России               | Левый   | 14 июля 2005 (20 лет)      | 2025           | 181       | 76       |
| 25         | Владимир Жарков          | Флаг России               | Левый   | 10 января 1988 (37 лет)    | 2025           | 185       | 93       |
| 45         | Михаил Горюнов-Рольгизер | Флаг России               | Левый   | 28 октября 2002 (22 года)  | 2025           | 177       | 74       |
| 71         | Остап Сафин              | Флаг Чехии                | Левый   | 11 февраля 1999 (26 лет)   | 2025           | 196       | 92       |
| 78         | Александр Кадейкин       | Россия                    | Левый   | 4 октября 1993 (31 год)    | 2026           | 195       | 98       |
| 85         | Семён Дер-Аргучинцев     | Флаг России               | Правый  | 15 сентября 2000 (24 года) | 2025           | 180       | 76       |
| 87         | Андрей Светлаков         | Россия                    | Левый   | 6 апреля 1996 (29 лет)     | 2027           | 188       | 90       |
| 95         | Денис Почивалов          | Флаг России               | Правый  | 2 мая 2001 (24 года)       | 2025           | 184       | 90       |
| 97         | Василий Глотов           | Флаг России               | Левый   | 4 сентября 1997 (27 лет)   | 2027           | 178       | 85       |
|            | Андрей Никонов           | Флаг России               | Левый   | 2 сентября 2002 (22 года)  | 2026           | 196       | 96       |
|            | Пьеррик Дюбе             | Франция                   | Правый  | 7 января 2001 (24 года)    | 2026           | 175       | 78       |

### Штаб
| Должность            | Имя                | Страна        | Дата рождения           | В должности         | Срок контракта |
| -------------------- | ------------------ | ------------- | ----------------------- | ------------------- | -------------- |
| Генеральный менеджер | Алексей Волков     | Флаг России   | 15 марта 1980 (45 лет)  | с февраля 2023 года | 2027           |
| Главный тренер       | Бенуа Гру          | Флаг Канады   | 30 января 1968 (57 лет) | с мая 2024 года     | 2026           |
| Ассистент тренера    | Рафаэль Пьер-Рише  | Флаг Канады   | 18 мая 1994 (31 год)    | с мая 2024 года     | 2026           |
| Ассистент тренера    | Юрий Кузьменков    | Флаг Беларуси | 16 апреля 1975 (50 лет) | с июня 2024 года    | 2025           |
| Тренер-аналитик      | Максим Смельницкий | Флаг России   | 24 марта 1974 (51 год)  | с июня 2024 года    | 2025           |
| Тренер вратарей      | Петер Шкрабел      | Флаг Словении | 7 июля 1979 (46 лет)    | с июня 2023 года    | 2026           |

## Стадионы
Дворец спорта «Юность»
- Дата создания: 1967 год
- Вместимость: 3650
- Адрес: Свердловский проспект, 51

Ледовый Дворец «Трактор»
- Дата создания: 1990 год
- * Вместимость: 1500
- Адрес: Савина, 1

Ледовая арена «Трактор» имени В. К. Белоусова
- Дата создания: 2009 год
- Вместимость: 7500
- Адрес: ул. 250 лет Челябинску, 38